# 比耶·霍尔姆奎斯特
比耶·霍尔姆奎斯特（瑞典語：Birger Holmqvist，1900年12月28日—1989年4月9日），瑞典男子冰球运动员。他曾代表瑞典参加1924年和1928年冬季奥林匹克运动会冰球比赛，获得一枚银牌。